# 上丰西讷
上丰西讷（法語：Foncine-le-Haut，法語發音：[fɔ̃sin lə o]）是法国汝拉省的一个市镇，位于该省东部，与下丰西讷相邻，属于隆斯勒索涅区。

## 地理
上丰西讷（46°39'33"N, 6°4'24"E）面积28.95 平方千米，位于法国勃艮第-弗朗什-孔泰大區汝拉省，该省份为法国东部内陆省份，北起上索恩省，西北接科多尔省，西临索恩-卢瓦尔省，南至安省，东与杜省和瑞士接壤。
与上丰西讷接壤的市镇（或旧市镇、城区）包括：比耶代迈松、下丰西讷、沙佩勒德布瓦、沙泰尔布朗、阿叙尔-阿叙雷特、莱沙莱姆、莱普朗什昂蒙塔涅。

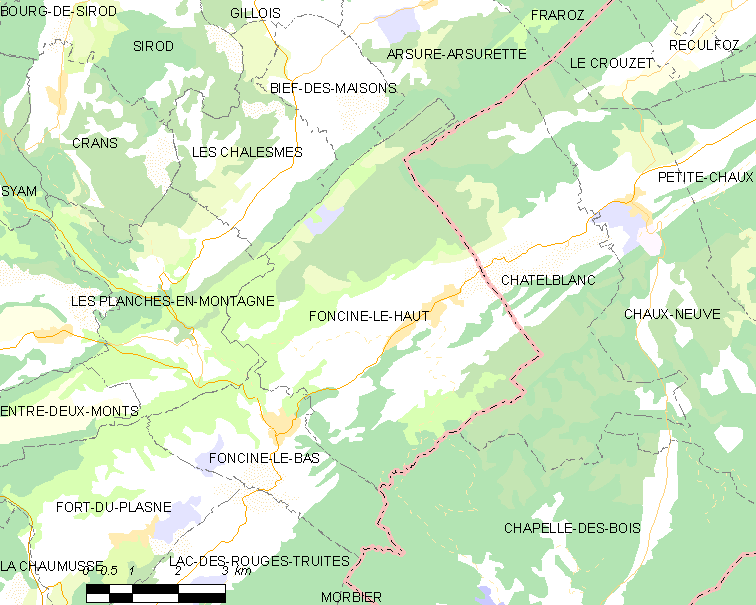
上丰西讷的OSM定位图

上丰西讷的时区为UTC+01:00、UTC+02:00（夏令时）。

## 行政
上丰西讷的邮政编码为39460，INSEE市镇编码为39228。

## 政治
上丰西讷所属的省级选区为圣洛朗昂格朗沃县。

## 人口

1962-2008年间上丰西讷人口变化图示

上丰西讷于2022年1月1日时的人口数量为1107人。

## 交通
汝拉省省道D437线经过境内。